# DIN 69901
Die DIN-Normenreihe DIN 69901 beschreibt Grundlagen, Prozesse, Prozessmodell, Methoden, Daten, Datenmodell und Begriffe im Projektmanagement. Unter dem Haupttitel Projektmanagement; Projektmanagementsysteme enthält diese Normenreihe folgende fünf Teile (alle Ausgabedatum Januar 2009):
- Teil 1 Grundlagen[1]
- Teil 2 Prozesse, Prozessmodell[2]
- Teil 3 Methoden[3]
- Teil 4 Daten, Datenmodell[4]
- Teil 5 Begriffe[5]

## Inhalte
Die Teile 1 und 2 der Normenreihe gehen auf verschiedene Grundbegriffe wie Projekt, Projektmanagement oder Projektwirtschaft ein. Teil 3 regelt die Nomenklatur zur Projektgliederung, Projektstrukturplan, Arbeitspaket und Netzplantechnik. Teil 4 definiert Projektorganisation, Projektleitung und Projektleiter, Teil 5 Projektphase und Berichte zum Projektabschluss. DIN 69901-5 beschreibt Begriffe, wie Pflichtenheft und Lastenheft, für das Projektmanagement.
Ergänzend sei noch auf DIN 69900:2009-01 Projektmanagement; Netzplantechnik; Beschreibungen und Begriffe hingewiesen.